# D-Crunch
D-Crunch (stylisé D-CRUNCH, coréen : 디 크런치), abréviation de Diamond Crunch est un boys band sud-coréen de K-pop formé  en 2018 par l'agence All-S Company basée à Séoul. Le groupe est composé de neuf membres : les rappeurs Hyunho, O.V, Minhyuk, Chanyoung, Jungseung et Dylan ; et les chanteurs Hyunwook, Hyunoh . Le groupe sort son premier single Palace le 6 août 2018. Trois mois plus tard, le groupe révèle son premier mini-album M1112 (4 colors) avec comme chanson phare Stealer.
En novembre 2022, le groupe annonce officiellement sa séparation. Cette décision a été précédée par les départs de Hyunwoo en 2020, puis Minhyuk et Dylan en 2021. N’ayant jamais dépassé les 2 000 ventes, le groupe n’aura jamais connu de succès.

## Histoire

### Formation et débuts
D-Crunch est formé par l'agence All-S dirigée par Lee Jong-seok, producteur du girls band Girl's Day. Abréviation de Diamond-Crunch, il évoque leur capacité à briser le diamant avec leur « forte performance et musicalité puissante ». Le groupe est composé de six rappeurs (Hyunho, O.V, Minhyuk, Chanyoung, Jungseung, Dylan) et de trois chanteurs (Hyunwook, Hyunoh, Hyunwoo),. Hyunho et Jungseung sont les premiers et derniers membres à intégrer le groupe. Les membres sont formés ensemble pendant un an. 

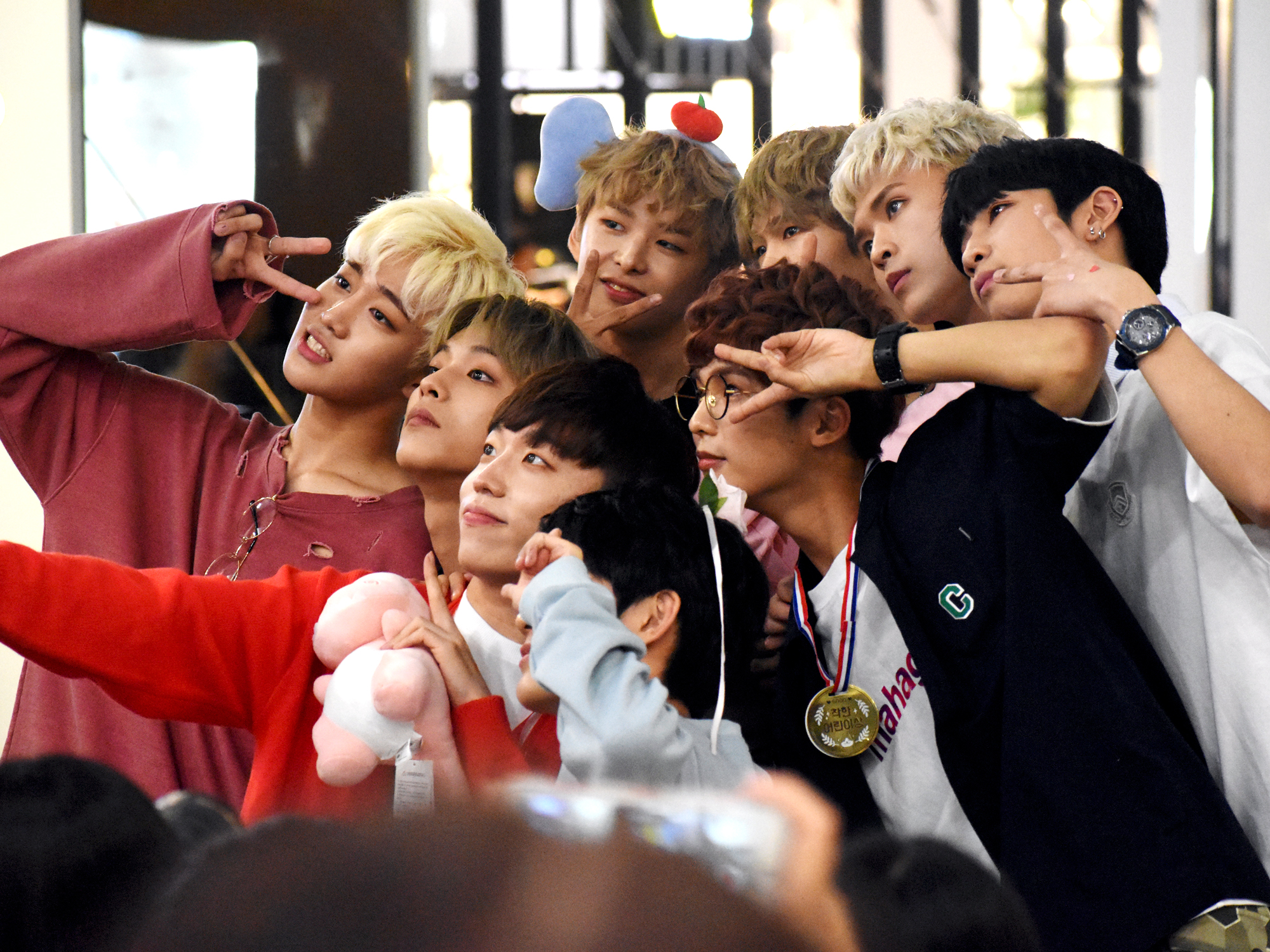
D-Crunch lors d'une séance d'autographes à Gimpo, en août 2018.

Les débuts de D-Crunch sont annoncés pour la première fois le 4 juillet 2018. Avant le lancement du groupe, O.V, Chanyoung, Jungseung et Dylan, accompagnés des stagiaires féminines Hyungshin et Garam, font leurs débuts dans la sous-unité Geupsik-Dan avec la chanson Geupsik.
Par la suite, D-Crunch révèle son premier single Palace le 8 août, marquant leurs débuts officiels.
L'utilisation d'images de diamants conduit à des accusations de plagiat du groupe Seventeen, qui avait utilisé le même élément lors de leurs débuts, utilisant également Carat comme nom officiel de leur fan club. Cependant, D-Crunch nie les allégations. Le 12 novembre, le groupe poursuit sa carrière avec son premier mini-album M1112 (4 colors) et son single phare Stealer. D-Crunch remporte par la suite le prix de Focus Award aux Asia Artist Awards 2018, quatre mois après leurs débuts.

### 2019: promotions à l'étranger
D-Crunch fait partie des centaines de candidats à l'audition de la K-pop Dream Star en 2019 au Japon. Le groupe se qualifie pour les huit derniers rounds et se produit à l'amphithéâtre de Maihama le 16 mars 2019. Grâce aux votes du jury et du public, D-Crunch accumule le plus de points lors de la compétition et remporte le Grand Prix. En tant que lauréat, le groupe reçoit 100 000 000 ¥ (842 100 €) pour couvrir les frais de promotion. D-Crunch entreprend par la suite une tournée dans toute la Malaisie, en commençant avec une conférence de presse le 22 mars. En mai, le groupe participe au festival de musique KCON 2019 et contribue à promouvoir le tourisme en Corée du Sud en se produisant lors de la campagne touristique de l'année 2020 de Daegu – Province de Gyeongsang du Nord à Hô-Chi-Minh-Ville,.
D-Crunch révèle son deuxième mini-album intitulé M0527 et le single phare Are You Ready ? le 27 mai. Le mois suivant, ils assistent aux Asia Model Awards 2019, où ils remportent le prix de Rising Star (stars montantes). Le groupe poursuit sa carrière en Birmanie, en organisant un mini-concert de deux jours en juillet 2019 au Ocean Center dans le canton de Pazundaung, à Rangoun. Avant leurs débuts sur le marché musical nippon, ils lancent une campagne promotionnelle de deux semaines à travers Tokyo. Ils sortent par la suite une version en langue japonaise de leur chanson Are You Ready ? le 16 octobre, single marquant leurs débuts dans le pays.
D-Crunch se produit ensuite au Festival de Corée 2019 aux Émirats arabes unis le 24 octobre, puis au Koweït le 27 octobre pour le concert du 40e anniversaire des relations diplomatiques Corée du Sud-Koweït, organisé par le Ministère de la culture, des sports et du tourisme,. Selon Chanyoung, le groupe a dû modifier sa chorégraphie pour se conformer à la culture du Moyen-Orient. Mohammed al-Jabri, le Ministre des médias et de l'information, annule leur dernière représentation sur scène peu de temps avant qu'elle n'ait lieu. Selon le quotidien Al-Anba, le ministre a déterminé que les danses et vêtements de D-Crunch « ne respectaient pas les coutumes et traditions du peuple du Koweït ».

### 2020: Pierrot et Départ de Hyunwoo
Début 2020, D-Crunch met fin à son contrat avec All-S Company pour signer avec l'agence Ai Grand Korea.
Le 22 mai 2020, le boys band révèle la chanson Pierrot, ainsi que son clip-vidéo sur YouTube le même jour.
Le 28 décembre 2020, il est annoncé que Hyunwoo quitte le groupe à cause d'ennuis de santé.

## Membres[28]
- O.V (né Kang Sang Chan (coréen : 강상찬), le 9 janvier 1999 (26 ans)) : rappeur principal, danseur principal, leader.
- Hyunwook (né Ji Hyun Wook (coréen : 지현욱), le 1er juillet 1998 (26 ans)) : chanteur principal, danseur.
- Hyunho (né Lee Hyun Ho (coréen : 이현호), le 4 novembre 1998 (26 ans)) : rappeur, danseur.
- Hyunoh (né Park Hyun Oh (coréen : 박현오), le 19 mars 1999 (25 ans)) : chanteur principal, danseur principal.
- Chanyoung (né Kim Chan Young (coréen : 김찬영), le 20 novembre 2000 (24 ans)) : rappeur principal, danseur principal.
- Jungseung (né Park Jung Sung (coréen : 박정승), le 20 mai 2002 (22 ans)) : rappeur, danseur.
- Dylan (né Park Yeon Jae (coréen : 박연재), le 26 juillet 2002 (22 ans)) : rappeur, danseur, maknae (le plus jeune membre).

## Ancien Membre
- Hyunwoo (né Baek Hyun Woo (coréen : 백현우), le 13 février 1999 (26 ans)) : chanteur secondaire, danseur secondaire.
- Minhyuk (né Kim Min Hyuk (coréen : 김민혁), le 6 novembre 1999 (25 ans)) : rappeur, danseur.

## Discographie

### Mini-albums
| Titre           | Détails                                                                                      | Positions | Ventes        |
| Titre           | Détails                                                                                      | COR       | Ventes        |
| --------------- | -------------------------------------------------------------------------------------------- | --------- | ------------- |
| M1112 (4colors) | - Sortie : 12 novembre 2018 - Labels : All-S Company, Kakao M - Formats : CD, téléchargement | 39        | - COR : 1,487 |
| M0527           | - Sortie : 27 mai 2019 - Label : All-S Company - Formats : CD, téléchargement                | 46        |               |

### Single albums
| Titre | Détails                                                                                 | Positions | Ventes        |
| Titre | Détails                                                                                 | COR       | Ventes        |
| ----- | --------------------------------------------------------------------------------------- | --------- | ------------- |
| 0806  | - Sortie : 6 août 2018 - Labels : All-S Company, Kakao M - Formats : CD, téléchargement | 46        | - COR : 1,105 |

### Singles
| Titre                               | Année  | Album             |
| Coréen                              | Coréen | Coréen            |
| ----------------------------------- | ------ | ----------------- |
| Palace                              | 2018   | 0806              |
| Stealer                             | 2018   | M1112 (4colors)   |
| Are You Ready?                      | 2019   | M0527             |
| Pierrot'                            | 2020   | Single hors album |
| Japonais                            |        |                   |
| Are You Ready ? (version japonaise) | 2019   | Single hors album |

## Prix et nominations[32]
- 2018 : Asia Artist Awards – Focus Award (remporté)
- 2019 : Asia Model Awards – Rising Star Award (remporté)
- 2019 : Korea Culture Entertainment Awards – Rookie of the Year Award (remporté)